# No, Thank You!!!
No, Thank You!!! (ノーサンキュー lit. ¡No, gracias!?), estilizado como NO, THANK YOU!!!, es una novela visual japonesa de género yaoi-eroge desarrollada y publicada por Parade. Fue lanzada en Japón el 23 de junio de 2013, mientras que en Estados Unidos lo fue el 27 de febrero de 2015 por la distribuidora de videojuegos MangaGamer.

## Argumento
No, Thank You!!! sigue la vida de un joven que se recupera luego de haber sido golpeado por un automóvil mientras intentaba proteger a un extraño en la calle. Debido a este accidente, pierde su memoria y no es capaz de recordar su nombre, quien es o dónde vive. El joven es acogido por el hombre al que salvó, quien resulta ser el dueño de un bar de jazz llamado sótano (ソタノ), y le ofrece a este último trabajar para él. El joven, ahora llamado Haru —nombre que le dieron sus compañeros de trabajo—, irá aprendiendo que el bar es el escenario de algunos acontecimientos bastantes sombríos.

## Personajes

### Principales
Haru (ハル Haru?)
Voz por: Tetsuto Furukawa
Es el protagonista principal de la historia. Perdió su memoria luego de haber sido golpeado por un auto, tras lo cual es acogido por el hombre a quien salvó, Kōichi Inui. Inui es dueño de un bar llamado sótano y le ofrece hospedaje y un trabajo en este mientras se recupera. Es nombrado "Haru" una vez que comienza a trabajar en el bar (en japonés, Haru significa «cascarón», en referencia a la pérdida de sus recuerdos). Haru se muestra extrovertido y alegre a pesar de no poder hablar casi nada sobre sí mismo, también ha demostrado ser bastante atrevido y sugestivo. Es bisexual y no le apena decir que le gustan los pechos y traseros grandes, tanto en hombres como mujeres.
Hiroyuki Akiyama (秋山 博之 Akiyama Hiroyuki?)
Voz por: Kazuya Murakami
Es uno de los camareros de sótano. Es un joven de aproximadamente la misma edad que Haru, amable y honesto. Haru normalmente se refiere a él como "Hiroshi" debido a que le cuesta recordar nombres largos.
Ryū Kurosawa (黒沢 琉 Kurosawa Ryū?)
Voz por: Motoyuki Kawahara
En un camarero y pianista de sótano. Utiliza gafas y Haru normalmente se refería a él bajo este apodo. A pesar de su personalidad seria y fría, trata a todos los clientes del bar con suma hospitalidad.
Maki (マキ Maki?)
Voz por: Takemaru Matsuoka
Es el cocinero de sótano. Es un hombre estoico y fornido de aproximadamente treinta años de edad. Casi siempre se le ve en la cocina y muy pocas veces dice una palabra.
Kōichi Inui (乾 浩一 Inui Kōichi?)
Voz por: Daisuke Matsuoka
Es el dueño de sótano. Fue salvado por Haru de ser arrollado por un auto.

### Secundarios
Ren Mochizuki (望月 漣 Mochizuki Ren?)
Voz por: Masahiro Yamanaka
Es otro de los camareros de sótano. Antes del comienzo de la historia, Ren resultó herido tras un ataque de Takkun, el acosador de su hermana, quien le provocó una fractura en un brazo. Más adelante, visita sótano con su hermana para solicitar ayuda de sus compañeros y así poder atrapar a Takkun. Luego de que su brazo sana, regresa a trabajar al bar normalmente. Debido a que utilizaba un cabestrillo, Haru le apodó "hombre cabestrillo".
Kaori Mochizuki (望月 香織 Mochizuki Kaori?)
Voz por: Tomoe Jinbo
Es la hermana mayor de Ren. Trabaja como anfitriona en un host club, siendo una persona amable y de buen corazón. Su bondad incluso va tan lejos como para proteger a Takkun, su acosador, de que este resultará herido de gravedad. Por esa misma razón acude a sótano, creyendo que si pedía la ayuda de estos en lugar de la de su esposo, un yakuza, las cosas no se tornarían más graves.
Sorato Igarashi (五十嵐 空人 Igarashi Sorato?)
Voz por: Hiromasa Honda
Es un antiguo compañero de clases de Hiroyuki. Acude a sótano con el fin de encontrar el paradero de su hermano mayor.

## Desarrollo
El juego fue desarrollado por Parade, en ese entonces una compañía recién fundada de novelas visuales yaoi; la mayor parte del personal solían ser empleados del desarrollador de videojuegos de género eroge, Clockup.
La artista conceptual, ilustradora y diseñadora gráfica de No, Thank You!!! fue Shigeo Hamashima. Al igual que la mayoría de los otros miembros de Parade, No, Thank You!!! fue el primer trabajo yaoi de Hamashima. Una diferencia importante con respecto a sus trabajos anteriores, fue que el arte debía mostrar múltiples caras de los diferentes personajes al mismo tiempo; mientras que en el eroge, el arte se suele dibujar desde el punto de vista de un solo personaje masculino con el objetivo de mantener su cara fuera de la pantalla. Buscando prepararse para este nuevo género, Hamashima investigó y consultó con otras mujeres para ver que tan lejos podía llegar con su retrato del sexo explícito mientras que aún sería atractivo para las mujeres, así como también si sería capaz de retratar a los personajes de una manera masculina en lugar de los típicos personajes bishōnen. A pesar de tener que obedecer las leyes japonesas de censura añadiendo pixeles al arte, todavía dibujaba detalles debajo de ellos, esperando que alguien llegara a ver el arte sin censura.
En 2013, Parade anunció el lanzamiento de un OVA basado en el juego.